# Tesoro di Neuvy-en-Sullias

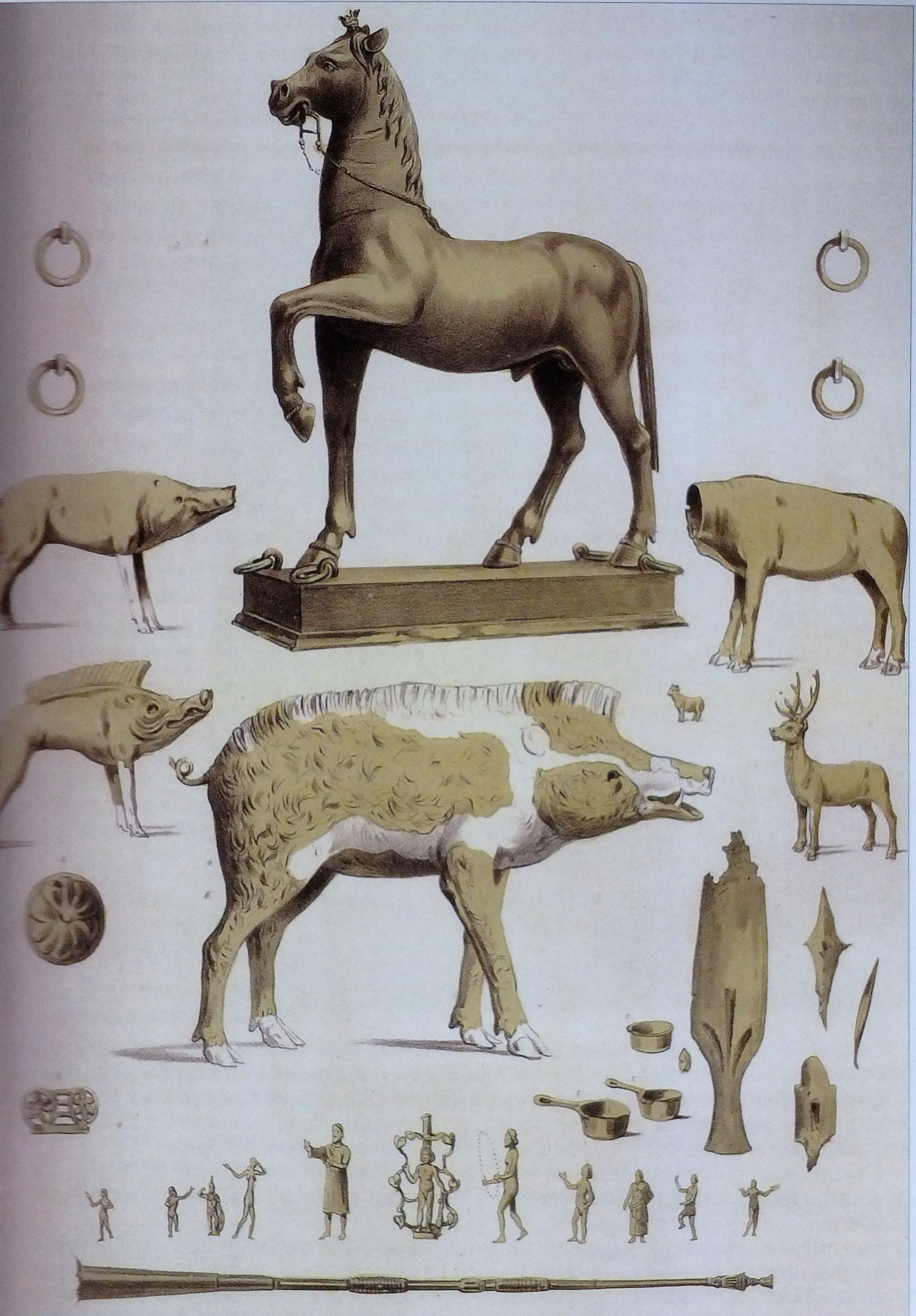
"Il tesoro di Neuvy-en-Sullias" - ill. ed. in Mantellier.

Il tesoro di Neuvy-en-Sullias è un tesoro rinvenuto nel 1861 in una cava di sabbia a Neuvy-en-Sullias (Francia) e contenente uno dei più notevoli insiemi d'oggetti in bronzo gallici del periodo gallo-romano: statue e statuette di animali, figure umane e divinità.

## Scoperta
Il 27 maggio 1861, i lavoratori di una cava di sabbia a Neuvy-en-Sullias, una piccola città del Loiret situata nella regione naturale della Valle della Loira (30 km a sud-est di Orléans), scoprono per caso un tesoro d'oggetti in bronzo raccolti in un deposito di 1,40 m² fatto di mattoni, pietre e tegole, senza muratura. Le circostanze della scoperta, la mancanza di monitoraggio del sito, le complicazioni della condivisione dovute al numero e alla definizione dei beneficiari spiegano la vaghezza che circonda l'esatta entità della scoperta: fonti locali parlano di monete d'argento ed altri oggetti che poi scomparvero. Acquistato nel 1864 dalla città di Orleans, la maggior parte degli oggetti del tesoro sono oggi esposti nel museo storico-archeologico locale, mentre alcuni dei pezzi mancanti, spariti, vennero in seguito recuperati.

## Inventario
Il tesoro è costituito da una trentina di oggetti in bronzo, raggruppabili in tre lotti: (i) sculture di animali; (ii) statuette stilizzate; e (iii) statuette di divinità latine.Tutte le statue sono in bronzo fuso, ad eccezione dei cinghiali che sono realizzati martellando lastre di metallo su una forma di legno, i dettagli della decorazione sono poi eseguiti "a sbalzo".
- un grande cavallo, con la zampa anteriore sx sollevata, di ottima fattura: h 1,05 m; 54 kg (senza il basamento);[3]
- una tromba dritta: l 1,52 m; 854 g;
- un cinghiale in lamina di bronzo a grandezza naturale[N 1], incompleto (i pezzi rimanenti fanno inoltre supporre l'esistenza di una seconda statua di cinghiale di circa le stesse dimensioni): l 1,25 m;
- quattro statuette animali più piccole (due cinghiali, un cervo e un bovide): l 25-50 cm;
- tre figurine mitologiche (Asclepio, Eracle e Marte) e un toro, di stile classico, forse materiale d'importazione;
- dieci statuette galliche che possono essere suddivise in tre gruppi : i nudi allungati; nudi dalle forme piene; i personaggi vestiti.

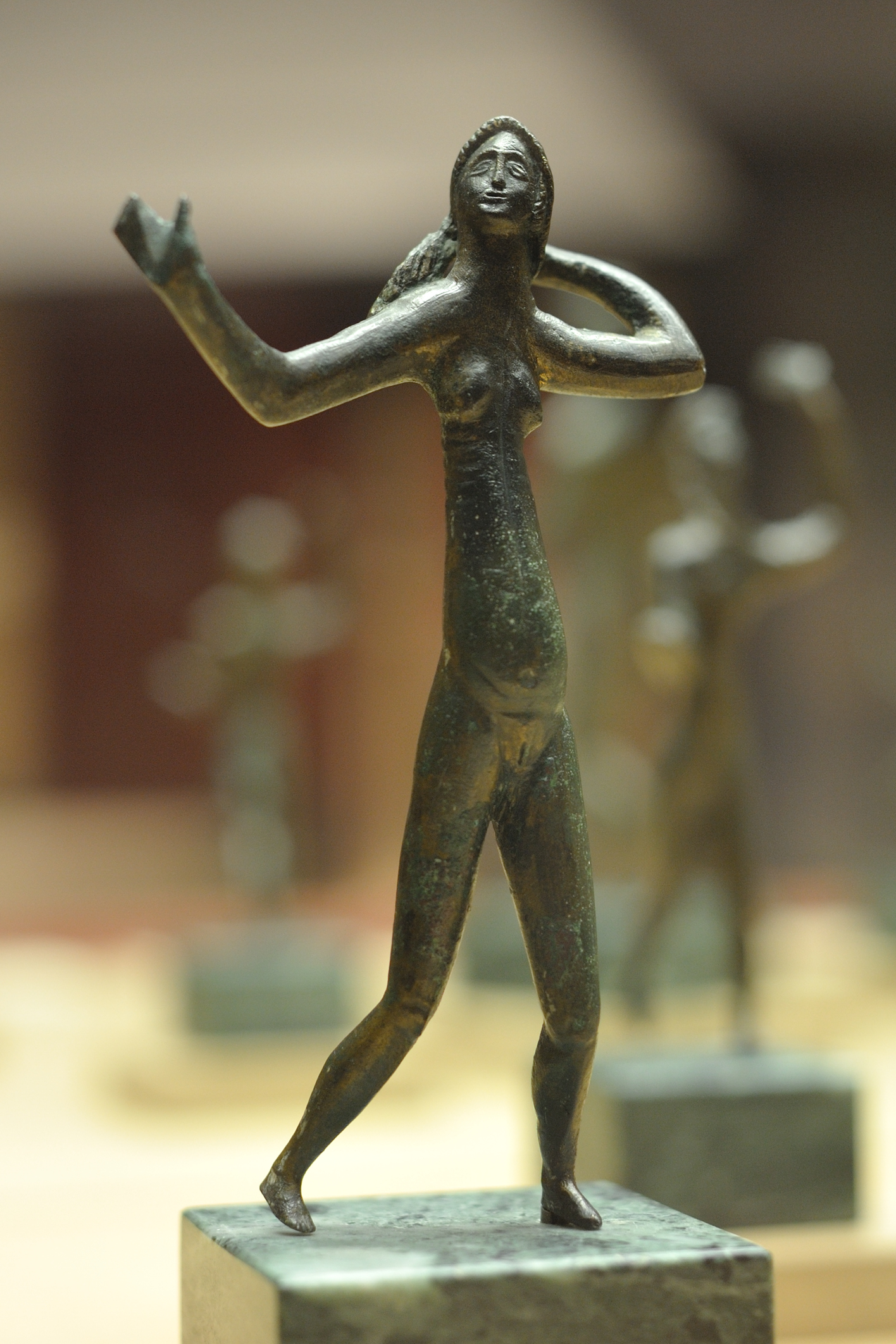
La grande ballerina (Serie II)
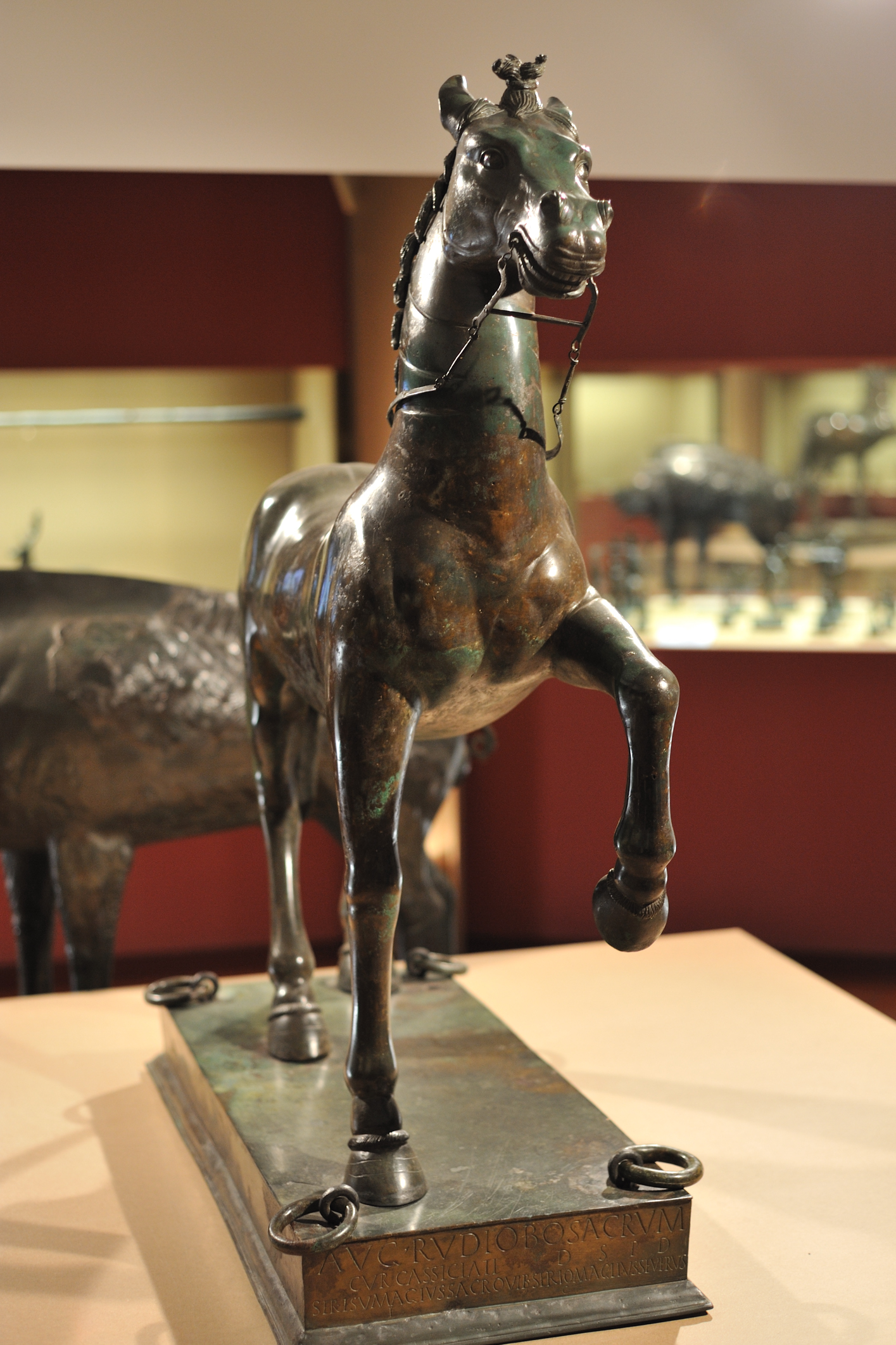
Il grande cavallo (Serie I)
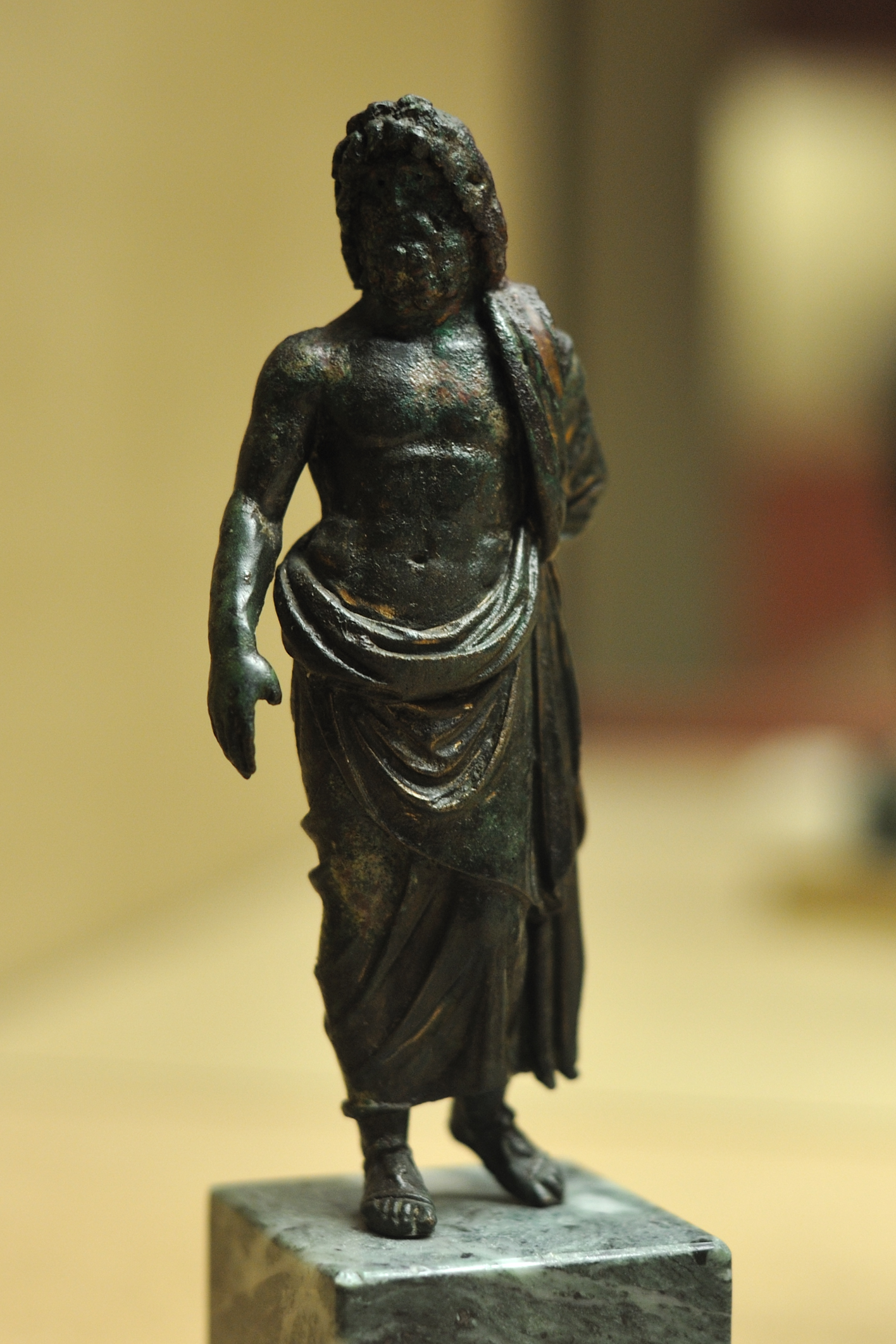
Asclepio (Serie III)

Il fulcro dell'insieme è la statua del cavallo, di eccezionale fattura. La flangia è in bronzo filato, il resto è fuso utilizzando il processo di fusione a cera persa. Vari dettagli indicano che è stato fuso da un modello già esistente, da una copia in cera sulla quale (prima della fusione) la criniera è stata modificata in corso d'opera per essere "romanizzata". Questi elementi dimostrano l'esistenza, nell'Antichità, d'una circolazione di modelli di statue.È stato progettato per essere posizionato ad un'altezza, forse sospeso dai quattro anelli della sua base. I dettagli dell'anatomia, che sarebbero falsi all'altezza degli occhi, sono resi accuratamente in prospettiva alta (lo stesso vale per la statua del cervo). La targa della dedica è attaccata alla parte anteriore del piedistallo, il che indicherebbe che era stato posizionato per essere visto dal davanti. Estremamente ricercata è anche la sagomatura della sua testa, mentre quella della coda è molto più grossolana (l'unico elemento che sembra aver mancato di attenzione in fattura).Le sue forme piuttosto compatte, tendenti al tozzo, rappresentano una nuova forma nell'allevamento del cavallo: infatti, con l'arrivo dei romani, i cavalli gallici guadagnano circa 30 cm di taglia media e diventarono più robusti. Oltre a questi particolari, la statua del cavallo reca sul suo piedistallo una targa che indica il nome del luogo in cui si trovava e il dio a cui era dedicata. Quest'ultimo punto è ancora oggetto di controversia, di seguito descritta.
La statuetta più famosa di questo set, però, è la grande ballerina (fr. grande danseuse), alta 13,5 cm. Raffigura una donna nuda, snella, in una graziosa posa di danzatrice che, attraverso il suo stile moderno, ricorda un'opera di Alberto Giacometti o di Amedeo Modigliani. Questa statuetta divenne nota con la Mostra Pérennité de l'art gaulois (Parigi 1955) e André Malraux la scelse come illustrazione della sua raccolta di saggi sull'arte Les Voix du silence. Oggi è anche riprodotta nella serie di calchi del Museo del Louvre.

## Studi storici
Come ogni scoperta fortuita e isolata, mancano elementi per determinare senza approssimazioni l'origine, la funzione e la datazione del Tesoro di Neuvy-en-Sullias. Sono state considerate diverse tesi: scorta di un bronzista che avrebbe messo in un luogo sicuro il metallo divenuto prezioso e destinato al riciclo; bottino di ladri; tesoro di un tempio, minacciato dall'insicurezza del tempo e nascosto per sfuggire al saccheggio.
Il primo studio completo sul tesoro è di Philippe Mantellier, nel 1864. Un nuovo studio scientifico degli oggetti è stato intrapreso tra il 2003 e il 2006, dando origine a un colloquio tenutosi a Orléans nel giugno 2007 e a due mostre, dal 13 marzo al 26 agosto 2007 al Museo delle Belle Arti di Orleans e dal 15 gennaio al 15 giugno 2008 a Bavay. Questa ricerca ha portato importanti chiarimenti a punti precedentemente oscuri.

### Datazione
Il tesoro è stimato tra I secolo a.C. e I secolo d.C., ad eccezione dei cinghiali che precedono l'arrivo dei romani in Gallia. La sepoltura del tesoro è invece stimata al III secolo. Mantellier data la statua del cavallo più precisamente alla seconda metà del II secolo, in base alla sua particolare fattura e alla forma delle lettere dell'iscrizione che l'accompagna.

### Origine del deposito
La cura con cui è stata eseguita la costruzione del ricovero che conteneva gli oggetti esclude l'ipotesi di un deposito frettoloso e temporaneo come avrebbero potuto fare dei ladri. L'eventualità che si tratti di scorte ammassate da un bronzista è debole perché si ritiene che avrebbe incluso anche reperti di natura non culturale. È quindi oggi accettato che il tesoro sia composto da un insieme di immagini religiose provenienti da uno o più templi gallici o di Fanum, forse includendo anche parti di un larario privato o di un altare familiare per le statue più piccole.

### Causa del deposito
Anche qui le opinioni erano divise. Una delle tesi era che il tesoro fosse nato dalla tesaurizzazione di materiale cultuale nell'Età delle Migrazioni. Lo stile (e quindi la datazione) squisitamente gallico o gallo-romano della maggior parte dei reperti (spec. le statue e le insegne dei cinghiali) ed il fatto che la sepoltura degli oggetti di culto fosse frequente presso i santuari gallici a spianato la strada ad una tesi secondo la quale il deposito è il frutto di un rinnovamento del materiale cultuale di un santurario avvenuto nel III secolo.

## La polemica sulla dedicazione
La determinazione della divinità a cui era dedicato il tempio si basa sull'interpretazione dell'iscrizione sulla targa che accompagna la statua del cavallo. Quest'iscrizione può però esser letta in due modi, ognuno dei quali indica una diversa divinità. Si è a lungo pensato che il tempio fosse dedicato a Rudiobus, un dio sconosciuto, menzionato da nessun'altra parte, che alcuni volevano (forzatamente) identificare in Rudianos. Infatti il santuario avrebbe potuto a maggior ragione essere dedicato a Esus, qui giustapposto (ma molto chiaramente senza assimilazione) a Giove. L'interpretazione dell'iscrizione finora ampiamente accettata, con dedica a Rudobius, è :
" AVG (usto) RVDIOBO SACRVM / CVR (ia) CASSICIATE D (e) S (ua) P (ecunia) D (modifica) / SER (vius) ESVMAGIVS SACROVIB SER (vius) IOMAGLIVS SEVERVS / F (aciendum) C (uraverunt) . "
Tradotta come:
" All'augusto Rudobius / La curia di (Vicus) Cassiciacus ha fatto questa offerta pagandola con denaro proprio / Servius Esumagius Sacrovir, Servius Iomaglius Severus / Ha avuto cura di far eseguire questo lavoro. "
Ma quest'iscrizione si legge altrettanto bene come segue:
" AVG (ustis) RVDIOBO SACRVM / CVR (ator) CASSICIATE D (e) S (ua) P (ecunia) D (edit) / SER (come) ESV MAG (n) VS SACROVIB (is) SER (come) I (ovi ) O (ptimo) MAGI (n) VS SEVERVS / F (aciendum) C (uraverunt) '
Tradotta come:
" Agli augusti dèi supremi / L'amministratore dello spazio di culto ha fatto questa offerta a sue spese / Il grande servo di Esus Sagrovibis e il grande servitore di Giove Most Beneficent Severus / Sono incaricati della realizzazione . "
Secondo quest'interpretazione, che a differenza della prima tiene conto del contesto gallico, il santuario sarebbe stato dedicato a Esus, potente dio gallico, con l'aggiunta di Giove, un dio romano - ma senza assimilare insieme questi due dèi, cosa che ben corrisponde al mentalità gallica .

## Filatelia
Il 10 giugno 1996, La Poste ha emesso un francobollo da 6,70 franchi in formato tableau raffigurante il grande cavallo del Tesoro di Neuvy-en Sullias, inciso da Pierre Albuisson.